# Pays de Serres
 (février 2025).
Si vous disposez d'ouvrages ou d'articles de référence ou si vous connaissez des sites web de qualité traitant du thème abordé ici, merci de compléter l'article en donnant les références utiles à sa vérifiabilité et en les liant à la section « Notes et références ».
Le Pays de Serres est une région naturelle de France   de la Guyenne dans le département de Lot-et-Garonne. Il est limité au nord par la vallée du Lot, au sud par la vallée de la Garonne, enfin à l'est et au nord-est par les plateaux continus du Quercy blanc,.

## Étymologie
Serres : Provenant d'un terme pré-indo-européen serre / serra « montagne allongée  », de l'oïl serre « montagne », qui a dû avoir le même sens que l'occitan serra : « épine dorsale, ligne de crête d'une hauteur allongée, plateaux étroits ».

## Géographie
Il est formé de coteaux calcaires aplatis souvent bordés de petites falaises, séparées en lanières par des vallons assez encaissés qui se succèdent : les serres désignent des hauteurs, ici des plateaux étroits, entaillés par le réseau d'affluents en rive droite de la Garonne. Il a été proposé que cette forme a fait surnommer ces coteaux « serres ».
La capitale historique du Pays de Serres est Prayssas (47). Parmi les autres villages en faisant partie, en Lot-et-Garonne (47), on peut citer :
- Hautefage-la-Tour et sa tour classée monument historique ;
- Madaillan et son château ;
- Castella avec les grottes de Fontirou et de Lastournelle ;
- Laroque-Timbaut ;
- Le village médiéval de Beauville.